# Ektonodiastylis nimia
Ektonodiastylis nimia är en kräftdjursart som först beskrevs av Hansen 1920.  Ektonodiastylis nimia ingår i släktet Ektonodiastylis och familjen Diastylidae. Inga underarter finns listade i Catalogue of Life.